# Могильный, Аттилла Викторович
Аттила Викторович Могильный (укр.Атти́ла Ві́кторович Моги́льний; 16 сентября 1963, Киев — 3 сентября 2008, там же) — украинский поэт, детский писатель и переводчик,

## Биография
Родился в Киеве в семье закарпатской венгерки из Ужгорода и поэта Виктора Могильного.
Окончил филологический факультет Киевского государственного университета имени Тараса Шевченко, где впоследствии преподавал. Также преподавал украинистику в Варшавском университете. Увлекался персидским языком и культурой, которую изучал в Таджикистане. В 1990-х годах постепенно отошел от активного творчества.
Скончался во сне в возрасте 44 лет.

## Творчество
- «Турмани над дахами» (1987)
- «Обриси міста» (1991)
- «Київські контури» (2013)[1][2]

## Память
В честь поэта названа улица в Соломенском районе.